# EPMD
EPMD — американский хип-хоп-дуэт из Брентвуда, Лонг-Айленд, Нью-Йорк, образовавшийся в 1987 году и добившийся широкой известности в конце 1980-х годов. В состав группы входят Erick Sermon и Parrish Smith.
Группа была активна в течение 38 лет (минус два распада в 1993 и 1999 годах) и является одной из самых выдающихся групп в хип-хопе Восточного побережья. DJ K La Boss и DJ Scratch были диджеями для группы, и их текущим диджеем является DJ Diamond J.
Группа сделала себе имя благодаря таким песням, как «It’s My Thing», «You Gots to Chill», «Strictly Business», «So Wat Cha Sayin'», «Gold Digger», «Rampage» (при участии LL Cool J), «Crossover» и «Head Banger», а также укрепила свою популярность хитами «Da Joint» и «Symphony 2000» (при участии Redman и Method Man). В 1992 году сингл «Crossover» был сертифицирован как «золотой».
Группа выпустила семь студийных альбомов. Первые пять альбомов группы были сертифицированы RIAA как «золотые». Все альбомы, а также двенадцать синглов группы занимали определённые места в чартах американского журнала Billboard. Четыре сингла группы также стали успешными в чарте UK Singles Chart в Великобритании. Слово «business» используется в каждом названии альбомов группы. В каждом альбоме также есть трек с названием «Jane».

## Название
Название дуэта — это объединение имён участников группы «E» и «PMD» или акроним для "Erick and Parrish Making Dollars" (с англ. — «Эрик и Пэрриш зарабатывают доллары») со ссылками на участников: рэперов Erick Sermon («E» a.k.a. E Double) и Parrish Smith («PMD» a.k.a. Parrish Mic Doc). Во время интервью на университетской радиостанции WHOV в 1987 году Пэрриш Смит заявил, что название произошло от оригинала: «Мы изначально были известны как «EEPMD» (Easy Erick and Parrish the Microphone Doctor), но решили называться EPMD, потому что так было проще произносить». Он также заявил, что они отбросили два «E», потому что Эрик Райт из группы N.W.A. уже использовал «Eazy-E» в качестве своего сценического имени.

## История

### Ранние годы и общепризнанный успех: 1987–1992
Первый альбом EPMD, Strictly Business, вышел в 1988 году и содержал андеграунд хит «Strictly Business», в котором засемплирована версия Эрика Клэптона песни Боба Марли «I Shot the Sheriff». Многие критики называют этот первый альбом самым влиятельным альбомом группы. Фирменное звучание группы, заправленное фанком в качестве семпла, оказалось главной силой в жанре. В отличие от олдскула, который изначально был основан на диско-хитах, но в конечном итоге стал более электронным, музыка EPMD основана в основном на использовании фанк- и рок-проигрышей для семплов и помогла популяризировать их использование, наряду с Marley Marl и Public Enemy. Песня «You’re a Customer» объединила в себе фрагменты песен Стива Миллера «Fly Like an Eagle», песню Kool & the Gang «Jungle Boogie», басовую линию из песни ZZ Top «Cheap Sunglasses» и драм бит (Roger Linn LM-2 machine).
Песня «Jane», о неудачном романтическом свидании, будет пересмотрена не менее пяти раз; впервые в хип-хопе. Песня «You Gots to Chill» использовала семпл песни «More Bounce to the Ounce» фанк-группы 1980-х годов Zapp, которая стала одним из самых продолжительных источников семплов для хип-хопа. Позднее группа EPMD появится на сингле «Everybody (Get Up)» фронтмена группы Zapp, Роджера Траутмана, на его последнем сольном альбоме Bridging The Gap в 1991 году. На песню «I’m Housin'» была сделана кавер-версия группой Rage Against the Machine 12 лет спустя. Управляемая на раннем этапе компанией Расселла Симмонса RUSH Management, группа гастролировала с такими светилами хип-хопа, как Run-D.M.C., Public Enemy и DJ Jazzy Jeff & the Fresh Prince.

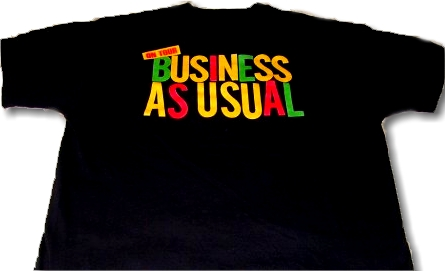
Рекламная футболка EPMD для альбома Business as Usual 1990 года

EPMD подписал контракт с лейблом Sleeping Bag Records, который в итоге выпустил их дебютный альбом Strictly Business. Лейблом управлял электро фанк пионер Kurtis Mantronik, который также работал A&R-представителем лейбла. Благодаря нескольким сильным синглам («You Gots to Chill» и заглавному треку альбома), альбом был в итоге сертифицирован как «золотой» и был продан тиражом более 500 тысяч экземпляров, как и его продолжение 1989 года, альбом Unfinished Business. Финансовые разочарования последовали после того, как лейбл Sleeping Bag разорился в 1992 году. Два альбома EPMD и дебютный альбом дуэта Nice & Smooth были приобретены Priority/EMI Records до того, как лейбл был продан лейблу Warlock Records. Контракт дуэта с Sleeping Bag был приобретён Def Jam. EPMD вернулся в 1990 году с альбомом Business as Usual и Business Never Personal два года спустя. К 1992 году группа возглавила расширенную семью, получившую название Hit Squad, в которую вошли Redman, K-Solo, Das EFX, Hurricane G и Knucklehedz.
В 1992 году у EPMD был хит «Crossover», который выражал сожаление рэперам, делающим откровенные уступки поп-чувствам, чтобы привлечь внимание аудитории. Песня стала хитом, достигнув 42 места в чарте Billboard Hot 100 и, таким образом, стала их самым большим хитом на сегодняшний день.

### Первый распад и вражда: 1993–1996
Дуэт EPMD распался в 1993 году при спорных обстоятельствах. Согласно интервью в журналах The Source и Rap Pages, в конце 1991 года дом Пэрриша Смита был взломан вооружёнными злоумышленниками. По словам Смита, в ходе последующего полицейского расследования один из задержанных преступников, предположительно, назвал имя Сёрмона, якобы он заплатил им за это. Эрик Сёрмон был арестован и ненадолго задержан для допроса, но никаких обвинений предъявлено не было. Тем не менее, это привело к затянувшейся напряжённости, и ко времени распада Сёрмон утверждал о финансовых нарушениях со стороны Смита. В силу обстоятельств дуэт зарекомендовал себя как сольные артисты: в 1993 году Сёрмон дебютировал с альбомом No Pressure, а затем выпустил Double or Nothing (1995), Def Squad Presents Erick Onasis (2000), Music (2001) и React (2002). Смит дебютировал с альбомом Shade Business в 1994 году, а затем спустя два года выпустил альбом Business is Business (1996).

### Первое воссоединение и второй распад: 1997–2005
Дуэт воссоединился в 1997 году, записав альбом-возвращение, Back in Business. В 1998 году A&R-менеджер, который подписал дуэт на лейбл Fresh/Sleeping Bag, Kurtis Mantronik, сделал ремикс на песню «Strictly Business». Сёрмон выпустил альбом с Редманом и Кифом Мюрреем в составе группы Def Squad в 1998 году: El Niño был сертифицирован как «золотой» в том же году. Последний альбом EPMD, Out of Business, был выпущен в 1999 году как одиночный CD и на двойном CD ограниченным тиражом. Двойной компакт-диск с ограниченным тиражом содержал как новый материал, так и перезаписанные версии лучших хитов группы. Смит выпустил альбом The Awakening (2003) на собственном лейбле Hit Squad, а Сёрмон выпустил Chilltown, N.Y. (2004) на лейбле Motown/Universal. Сборник Hit Squad (под руководством Смита, с новым треком EPMD) был выпущена на лейбле Nervous Recordings в 2004 году.

### Второе воссоединение: 2006–настоящее время
Воссоединенный EPMD с DJ Scratch выступили вживую во время тура Rock The Bells Tour в Нью-Йорке 14 октября 2006 года на концерте в B.B. King Blues Club & Grill, это было их первое шоу в Нью-Йорке за 8 лет. В туре также приняли участие бывшие участники Hit Squad, Keith Murray, Das EFX и Redman. В настоящее время на YouTube размещён ряд видео о концерте воссоединения EPMD.
Два месяца спустя EPMD и Keith Murray выпустили новую песню под названием «The Main Event», которую спродюсировал DJ Knowhow. В мартовском выпуске шведского хип-хоп-журнала Quote за 2007 год Эрик Сёрмон и Пэрриш Смит рассказали о том, планирует ли дуэт снова записываться вместе. В своём недавнем туре группа объявила, что работает над новым альбомом под рабочим названием We Mean Business.
27 июня 2007 года группа появилась с фристайлом в передаче Rap City на телеканале BET. Новый сингл EPMD, «Blow», был выпущен на виниле компанией Unique Distribution в августе 2007 года в качестве прелюдии к новому альбому, который должен был выйти в 2008 году. Песня сразу стала одним из постоянных элементов шоу Funkmaster Flex. В том же месяце дуэт сделал несколько неожиданных живых выступлений, в том числе тур Rock the Bells с Rage Against The Machine, Wu-Tang Clan, Cypress Hill, Mos Def и другими.
В июне 2008 года, во время интервью с HipHopGame, Эрик и Пэрриш подтвердили, что We Mean Business выйдет 9 сентября. Альбом в конце концов вышел в декабре 2008 года и на нём были представлены гостевые участия от таких как KRS-One и Redman среди прочих. В конце интервью они упомянули возможность создания двухдискового альбома Hit Squad/Def Squad, но у них были проблемы с K-Solo.
3 августа 2008 года дуэт EPMD присоединился к Method Man и Redman на сцене на концерте Rock The Bells в парке Джонс-Бич, Нью-Йорк.
В следующем месяце дуэт EPMD вышел на сцену в рамках мероприятия AllHipHop.com Breeding Ground в клубе S.O.B.'s в Нью-Йорке. Дуэт исполнил многие из своих ранних хитов и пригласил выступить Кифа Мюррея в качестве гостя.
В марте 2011 года EPMD выступили на выставке Lawyer4Musicians Hiphop в клубе Venue 222 в Остине, штат Техас. Это было первое выступление дуэта в Остине, где они исполнили многие из своих ранних хитов, а также кавер-версии песен и фристайл.
В сентябре 2017 года во время интервью в передаче Drink Champs участники группы EPMD объявили, что работают над новым альбомом под названием Dynamic Duos: Big Business. Уже записаны песни с Capone-N-Noreaga, Mobb Deep, M.O.P., Salt-N-Pepa, Black Star, а также они планируют подключить к работе Snoop Dogg и Dr. Dre. Эрик Сёрмон сказал, что для новой версии песни «Jane» EPMD планируют позвать в качестве гостей Ghostface Killah и Raekwon. Однако их сольные проекты отодвинули сроки выхода восьмого альбома. 29 мая 2019 года участники группы сократили название альбома до Big Business, и заявили, что над музыкой к альбому работает продюсер Rockwilder.

## Дискография

### Студийные альбомы
- Strictly Business (1988)
- Unfinished Business (1989)
- Business as Usual (1990)
- Business Never Personal (1992)
- Back in Business (1997)
- Out of Business (1999)
- We Mean Business (2008)
- Big Business (2019)